# 500 lire "Atletica"
Nel 1987 è stata emessa una moneta da 500 lire in argento commemorativa dei Campionati mondiali di atletica svoltisi a Roma. 

## Dati tecnici
Al Dritto è raffigurata la Vittoria Alata nell'atto di tagliare un traguiardo che diviene pista d'atletica volta a sinistra, in basso sta una stella, in giro è scritto  "REPVBBLICA ITALIANA". 
Al rovescio in primo piano sono rappresentati degli atleti rivolti a destra. Sotto di essi, a destra, si trovano l'indicazione del valore e la lettera R; sul fondo si distinguono le arcate del Colosseo sotto le quali, sempre sulla destra, è posta la firma dell'autrice Annalisa Valentini. La data è indicata a sinistra, dietro gli atleti, mentre in giro è scritto "CAMPIONATI MONDIALI DI ATLETICA"  
Nel contorno: "ROMA 1987" ripetuto per tre volte in rilievo
Il diametro è di 29 mm, il peso: 11 g e il titolo è di 835/1000
La tiratura complessiva è di 100.150 esemplari

## Curiosità
È la prima emissione curata da Annalisa Valentini.
La moneta è presentata nella duplice versione fior di conio e fondo specchio, rispettivamente in 80.000 e 20.150 esemplari.